# Mimi Kok sr.
Maria Christina (Mimi) Kok-Kater (Amsterdam, 10 februari 1911 – aldaar, 11 februari 2009) was een Nederlands actrice. Ze is de moeder van Mimi Kok jr., die ook bekend werd als actrice.

## Levensloop
Kok werkte als actrice en operettezangeres met name bij ambulante gezelschappen zoals Lena Faber en Teun Klomp en zijn makkers. Ze trad in 1933 in het huwelijk met Max Kok (1896-1973) en in 1934 werd hun dochter Mimi geboren, vijf jaar later een tweeling: de broers Max en Theodorus. Max Kok had vanaf 1921 de leiding over het Amsterdams Dansinstituut, gevestigd in een oud schoolgebouw aan het Frederiksplein. Hier zou Mimi ruim veertig jaar dansles geven en aan verbonden blijven tot haar zoon in 1962 de leiding overnam. Kok hield verder lezingen over dans, bracht volksliederenprogramma's en werkte als voordrachtskunstenares.
Een van haar rollen was in de periode 1966-1968 bij het Amstel Toneel in het toneelstuk Cactusbloem de rol van Madame Durand. Tot op hoge leeftijd bleef ze acteren; zo speelde ze in 1992 een gastrol als Tante Annie in Zeg 'ns Aaa (aflevering 204:   
'Surprise party'). Kok overleed in 2009, één dag na haar 98e verjaardag.